# Tömöry Péter
Tömöry Péter (Tömöri; Peter Wallner Kolozsvár, 1943. július 11.–) magyar költő, író, műfordító, rendező és dramaturg. A Magyar Írószövetség, a Magyar PEN-Club tagja.

## Életútja
Kisgyermekkorát Székelyudvarhelyen töltötte, ahol szülei dr. Tömöry Ödön és pávai Vajna Judit a református kollégium, illetve a református tanítóképző tanárai voltak. Itt végezte az elemi iskola első három osztályát. 1953-ban a család Kolozsvárra költözött. Itt 1954-1956 között román nyelvű iskolában tanult. 1957-től a kolozsvári Ady–Şincai Líceum (volt református kollégium) diákja, itt érettségizett (1961), majd a BBTE bölcsészkarán román–magyar szakos tanári oklevelet (1966), 1963-ban szakedzői (alpesi sí) diplomát szerzett. 
Két évig a sepsiszentgyörgyi Textilipari Iskola tanára és a brassói román síiskola, oktatója volt. 1968–72 között alapító szerkesztőként a Megyei Tükör rovatvezetője. 1972–74 között színház-rendezői képesítést szerzett a marosvásárhelyi Szentgyörgyi István Színművészeti Főiskolán. (Osztályvezető professzora Tompa Miklós. Vizsgaelőadása: M. Sebastian A sziget (Szatmárnémeti Északi Színház, 1974) 1974–78-ig a bukaresti televízió magyar adásának szerkesztő-rendezője.
1978-ban áttelepült Magyarországra. Itt előbb a debreceni színház dramaturgja, 1979–82 között a kecskeméti, Katona József Színház rendezője illetve vezető rendezője, 1982–84-ben a veszprémi, 1985–89-ben a zalaegerszegi színház rendezője. 1983-ban megalapítja a veszprémi Harag György irodalmi színpadot, amelyen klasszikus mesejátékokat és fiatal magyar írók avantgárd darabjait rendezi. (Márton László: Tagok szerinti szépség, Esterházy Péter: Daisy). 2005-ben a veszprémi Visszhang folyóirat alapító szerkesztője, a veszprémi Gyopár síiskola alapítója.
1989-ben Németországba költözött. 1991–1993 között a Badische Landesbühne főrendezője lett, majd a bonni Euro Theater Central vezető rendezője és művészeti tanácsadója (1995- 2014). 
2000–2003 között a Veszprémi Petőfi Színház művészeti vezetője. A Polányi Passió (2001–2014) a Máréfalvi Mirákulum (2003–2007) írója, rendezője.

## Munkássága
A második Forrás-nemzedékkel költőként indult, első versei az Utunkban jelentek meg 1963-ban. Rövid prózai írások mellett a Kapuállító c. sepsiszentgyörgyi antológia (1969) is még főleg verseit közli. Forrás-kötete (Fogasra akasztott érzés, 1970) novellákat és egy színművet (A biciklista) tartalmaz, de az előszóíró Páskándi Géza szerint „epikájában és drámájában a líra olykor vegytisztán is jelen van”.
Még első kötetének megjelenése előtt, 1969-ben sikerrel mutatta be a Sepsiszentgyörgyi Állami Magyar Színház A pipacsok halála c. abszurd színdarabját Seprődi Kiss Attila rendezésében. Ugyanez a színház játszotta, még nagyobb sikerrel, A szék c. drámáját, Völgyesy András rendezésében (1972). Nagy feltűnést keltett a Megyei Tükörben 1969-ben 26 folytatásban megjelent Banditák nyomában c. riportregénye, amelyben a felső-háromszéki székely betyároknak a kommunista államhatalommal vívott kétségbeesett harcát ábrázolta. Két bábdarabját (János Vitéz. 1973; A vörösbogyók szigete. 1974) is bemutatta a marosvásárhelyi bábszínház; ugyanakkor a marosvásárhelyi rádió magyar adásában állandó mesefüzérrel volt jelen; ugyanitt sugározták Az idő árnyékában c. rádiódrámáját Hunyadi András rendezésében. Őfelsége, a nép c., Szathmáry Pap Károlyról szóló történelmi krónikáját 1976-ban; Síp a tökre c. komédiáját 1978-ban mutatta be a Temesvári Állami Magyar Színház, utóbbit saját rendezésében.
Mint műfordító is jelen volt a színpadon: 1968-ban az ő fordításában játszotta a sepsiszentgyörgyi Állami Magyar Színház Dumitru Radu Popescu Cézár, avagy a kalózok bohóca c. darabját; lefordította továbbá Ion Ardeleanu Koronát Dózsának (1973), Mihail Sebastian A sziget (1974), Victor Eftimiu Rokonunk, a csavargó (1975), Aurel Baranga Szicíliai védelem (1975) és Ion Băieşu Szélhámosok a szabadban (1975) c. színműveit. Dumitru Radu Popescu és Ion Băieşu darabjaiból saját rendezésében tévéfilmet is forgatott, amelyeket a bukaresti TV magyar adása mutatott be (1975). Továbbá magyarra fordítja Matei Vişniec: A pandamedvék története, Paparazzók, A kommunizmus története elmebajosoknak mesélve, Bohóc kerestetik, Power: Mesterkurzus, Novarina: Levél Luis de Funesnek, R. Alfieri: Hat táncóra, hat hét alatt, P. Turrini: Alpesi fény, Woityla: Az ékszerész boltja, Dino D’Introna-Giacomo Ravichio: Robinson and Crusoe, Tan Han: Visszatérés délre, H.R.Unger: Rejtekhely a XX. században, H.M. Enzensberger: Voltaire unokaöccse, D. Solomon: A tavalyi hó, Erdmann: Az öngyilkos színműveket. 
1976–1977 között állandó rovatban mutatja be a bukaresti Ifjúmunkás irodalmi mellékletében (IM) a kortárs fiatal román költőket magyarra ültetett verseiken keresztül. Románra fordítja Barta Lajos: Szerelem- Iubire (bemutató: bukaresti Nemzeti Színház) és Bertholt Brecht Kleinbürgerhochzeit-Nunta mic burgheză (bemutató: szatmári Északi színház) című darabjait. Silvia Obreja Frumoasa nelinişte – A szép nyugtalanság c. kétnyelvű verseskötete is az ő fordításában jelent meg, 1994-ben Marosvásárhelyen.

## Kötetei
- Fogasra akasztott érzés (1970, Bukarest, Forrás sorozat)
- Vőlegényfogó (1979, Budapest)
- Kiss Anna: Dömötörkor / Tömöry Péter: Vőlegényfogó. Két komédia; NPI, Bp., 1980 (Színjátszók kiskönyvtára)
- Fehér förgeteg (1990, Budapest)
- Europa, süsse Heimat (Európa, édes haza, 1992, Bruchsal, Peter Wallner néven, Franz Csikyvel közösen)
- Erdélyi Anekdotika (2006, Csíkszereda)
- A vörösbogyók szigete (2013, Kolozsvár, Hodgyai Csaba-Arnold Dexiur grafikai diplomamunkája)
- Drakula földje, avagy Bodóné lányai. Kétéjszakás családregény; Művészetek Háza, Veszprém, 2015 (Vár ucca műhely könyvek)
- Címzetes szavak; ARTprinter, Sepsiszentgyörgy, 2020
- Kapuállító (1969, Sepsiszentgyörgy)
- Forrás antológia (1989, Kecskemét)
- Özönvíz (2000, Sepsiszentgyörgy)
- Violanász (2022, Sepsiszentgyörgy)

## Színművei, rendezései
Színműveit, átiratait számos magyarországi, erdélyi, vajdasági, németországi színház tűzte műsorára: Sip a tökre, A szék, Az idő árnyékában, Őfelsége a nép, Vőlegényfogó, Az idő alkalmatos volta, Quasimodo, Nőpápa, Europa süsse Heimat, Das Decameron, Sophies Welt, Canterburi mesék, Titkos álom, Harcos-karcos betlehemes (bábdarabok), Ludas Matyi (bábopera, Horváth Károly zenéjével). 
Több mint száz színpadi művet rendezett magyar, német, román színházakban. Ezek között jelentős ősbemutatókat: Horváth-Józsa-Tömöry: Sip a tökre, Tömöry: A szék (Sepsiszentgyörgy) A.V. Vampilov: Búcsúzás júniusban, Tolnai Ottó: Végeladás, (Kecskemét) Paripacitrom (Újvidék), C. Confortes: Maraton, Végel László: Judit (Újvidék) A. Szolzsenyicin: A kopasz és a lágerkurva, Pozsgai Zsolt: Horatio, Kiss Irén: Mayerlingi fondorlatok, Móricz Zsigmond: Fortunátus, Kemény Gábor–Tömöry: A Notre Dame-i toronyőr, Rolf P. Parschwitz: A revizor, (Zalaegerszeg) Bocaccio: Das Decameron, J. Gaarder–P.Wallner: Sophies Welt, G. Freytag: Die Journalisten, Wojtyla (II. János Pál): Der Laden des Goldschmieds, Raafi Peer: Liebesgeflüster (Bonn), Eőrsi István: Die Fässer (Badische Landesbühne), Faßbinder: A szenny, a város és a halál, Csokonai–Tömöry–Kaláka: Az özvegy Karnyóné, Tömöry: Az idő alkalmatos volta – Bethlen Gábor, A. Doriadis: Különös délután (Veszprém), Tömöry–Kemény: Clopotarul de la Notre Dame, Tankred Dorst: Scrisoarea a sosit de la Fernando Krap (Teatrul de Nord), Vişniec: A pandamedvék története (Székesfehérvár), Horváth Károly–Tömöry Péter: Nőpápa (Sepsiszentgyörgy), Márton László: Tagok szerinti szépség, Esterházy Péter: Daisy (Veszprém, Harag György színpad).
Shakespeare: Hamlet – Badische Landesbühne, Szentivánéji álom – kecskeméti Katona József színház, Romeo şi Julieta – Teatrul de Nord Satu Mare, Romeo und Julia- Theater der Jugend Bonn, Brecht: Der Kaukasische Kreidekreis – Badische Landesbühne, Csehov: Háztűznéző – Bukarest, televízió, Barta Lajos: A tanítónő – zalaegerszegi Hevesi Sándor Színház, I. Băieşu: Das Spiel mit... (Szeben, német színház),Gogol: Házasság – Kecskemét, Hasek: Svejk – Zalaegerszeg, Szolzsenyicin: A kopasz és a lágerkurva – Zalaegerszeg, Ionesco: Die Stühle, Die Unterrichtsstunde – Euro Theater Bonn, B.Friel: Das Yalta Spiel – Euro Theater, Goethe: Faust – Zalaegerszeg, Mrozek: Die Emigranten – Euro Theater, E. Schmitt: Der Freigeist – Euro Theater, H. Pinter: Der Hausmeister – Euro Theater, Schiller: Maria Stuart – Szekszárd, német színház, Y. Mishima: Madame de Sade – Euro Theater, A. Horowitz: Bonnards Geheimnis – Euro Theater, J. Logan: Rot – Euro Theater rendezései egy eredeti, poétikus színpadi vízióról tanúskodnak, amelyhez nagyban hozzájárultak Kóthay-Dobre Judit, Füzy Sári, Szakácsi Márta, Bischof Sándor és Lőrincz Melinda jelmez- és díszlettervezők.
2002-ben, a sepsiszentgyörgyi Atelier nemzetközi színházi fesztiválon Fassbinder: A szenny a város és a halál (Veszprém, Petőfi színház) valamint Ionesco: Die Stühle (Euro Theater Central Bonn) előadásaiért a legjobb rendező díjat nyerte el 